# Étueffont
Étueffont és un municipi francès, es troba al departament del Territori de Belfort i a la regió de Borgonya - Franc Comtat. L'any 1999 tenia 1670 habitants.

## Demografia
| 1945 | 1962 | 1968 | 1975 | 1982 | 1995 | 2007 |
| ---- | ---- | ---- | ---- | ---- | ---- | ---- |
| 1015 | 1071 | 968  | 971  | 1081 | 1326 | 1670 |